# Črešnjevec (gmina Slovenska Bistrica)
Črešnjevec – wieś w Słowenii, w gminie Slovenska Bistrica. W 2018 roku liczyła 517 mieszkańców.